# Balbina Gayo Gutiérrez
Balbina Gayo Gutiérrez (Besullo, 1901 - Cangas del Narcea, 10 de setembre de 1936), va ser una mestra de la Segona República, pedagoga i directora de l'escola de Cangas de Narcea. Detinguda pels falangistes el 9 de setembre de 1936 i afusellada un dia després pels sollevats feixistes que van donar suport al cop d'estat a Espanya del juliol de 1936.
Balbina Gayo Gutiérrez estava casada amb el mestre Ceferino Farfante Rodríguez, i tots dos compartien el projecte educatiu renovador i ambiciós instaurat durant el període de la II República.
Mestra d'idees pedagògiques avançades, va ser directora de les Escoles Graduades de Cangas de Narcea (Astúries). Va crear un Centre de Col·laboració Pedagògica amb influència a les escoles pertanyents al Consell de Cangas amb més de cent professors, repartits pels llogarets més petits, amb els quals establia reunions i trobades mensuals. Al juliol de 1935 van organitzar una Setmana Pedagògica i van crear una biblioteca i una cantina escolar, amb l'objectiu de facilitar l'estudi i la formació dels alumnes.
Balbina Gayo va ser directora en una època en què era molt difícil que una dona tingués comandament sobre els homes. Va establir classes per a adults, tant per a homes com per a dones i per facilitar l'assistència a classe, les alumnes grans i mares de família, podien tenir llurs fills a l'aula.
Gayo va ser detinguda pels falangistes el 9 de setembre de 1936 quan es dirigia a obrir l'escola per inaugurar el curs 1936-1937. Ceferino Farfante Rodríguez, el seu marit i mestre del mateix poble, va ser detingut l'endemà quan va anar a informar-se què li havia passat a la seva esposa. El 10 de juliol, tots dos van ser afusellats. Balbina Gayo va ser enterrada en la cuneta d'un paratge desconegut i el cos del seu marit va ser precipitat per un barranc. Tenien 35 i 34 anys respectivament.
Quan els van assassinar, van deixar tres filles òrfenes: Noemí, de set anys, Hilda, de cinc i Berta, de quatre. Les tres nenes van ser separades i traslladades a les cases de diferents familiars. Hilda, la mitjana, va anar a viure amb la seva tia Guillermina, també mestra, més tard va estudiar Magisteri i va exercir de professora, com els seus pares.

## Reconeixement
El 30 de març de 2008 el poble de Besullo va rendir un homenatge als mestres Balbina Gayo Gutiérrez i Ceferino Farfante Rodríguez, La seva filla Hilda Farfante Gayo esdevinguda activista per a la Memòria històrica, va ser l'encarregada de descobrir el monòlit erigit en record dels seus pares.
L'alcalde de Besullo va destacar la vocació i l'esforç d'aquests dos mestres per portar valors tan importants com la cultura, el progrés i la llibertat fins als llocs més recòndits, «fins i tot havent de pagar per això amb la seva vida».